# Criptomonedas en El Salvador
La adopción de criptomonedas en El Salvador representa un caso notable en la historia económica del país centroamericano. En septiembre de 2021, El Salvador se convirtió en el primer país del mundo en establecer el bitcoin como moneda de curso legal, coexistiendo con el dólar estadounidense que había sido adoptado como moneda oficial en 2001. Esta medida representó un cambio significativo en la política monetaria del país centroamericano.
La implementación incluyó el desarrollo de infraestructura para facilitar transacciones con Bitcoin y la creación de una billetera digital gubernamental denominada "Chivo Wallet". Anteriormente, el uso de criptomonedas en El Salvador se había limitado a transacciones informales y de pequeña escala entre particulares.

## Historia

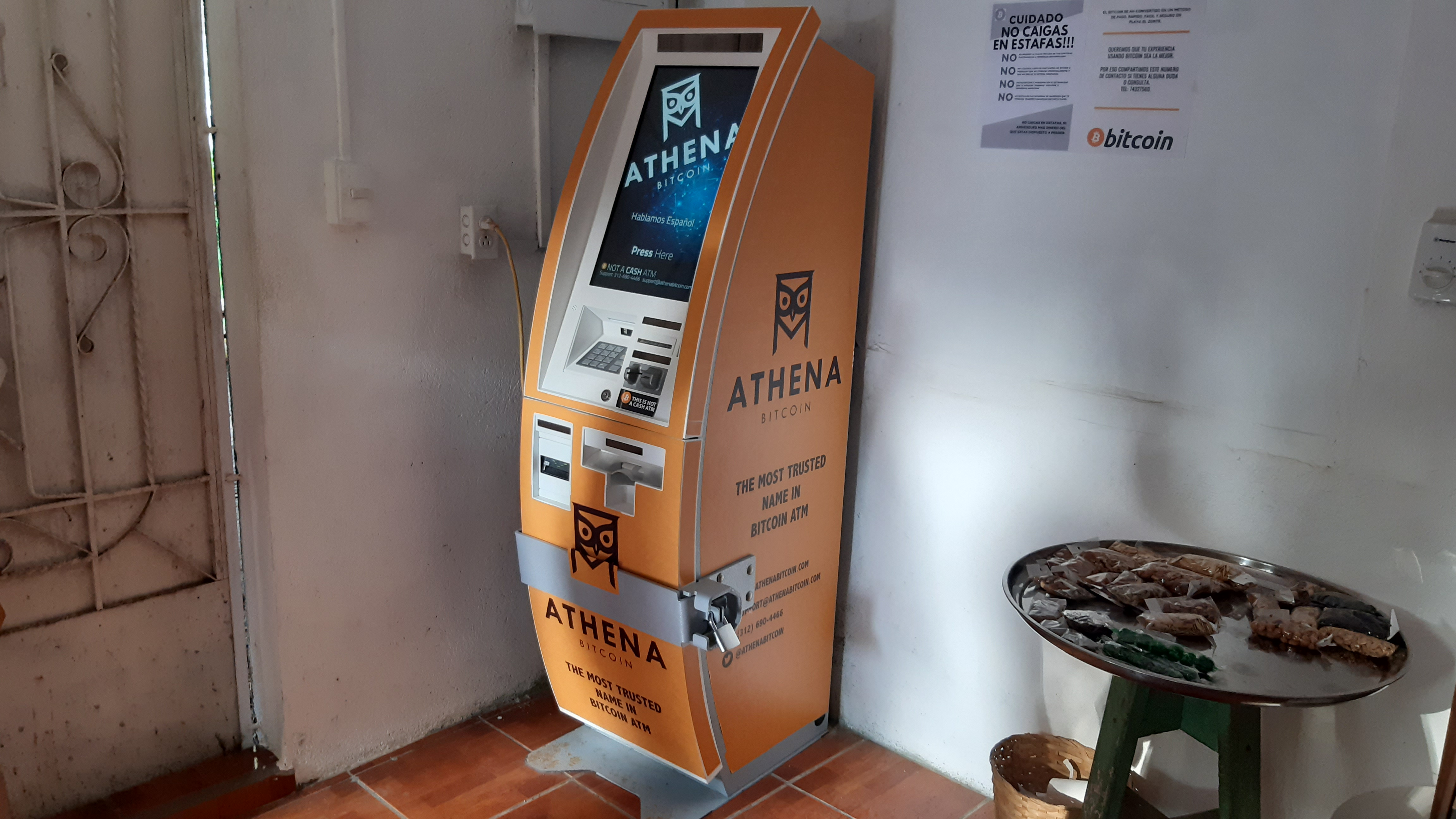
Uno de los primeros cajeros Bitcoin en El Salvador ubicado en playa El Zonte.

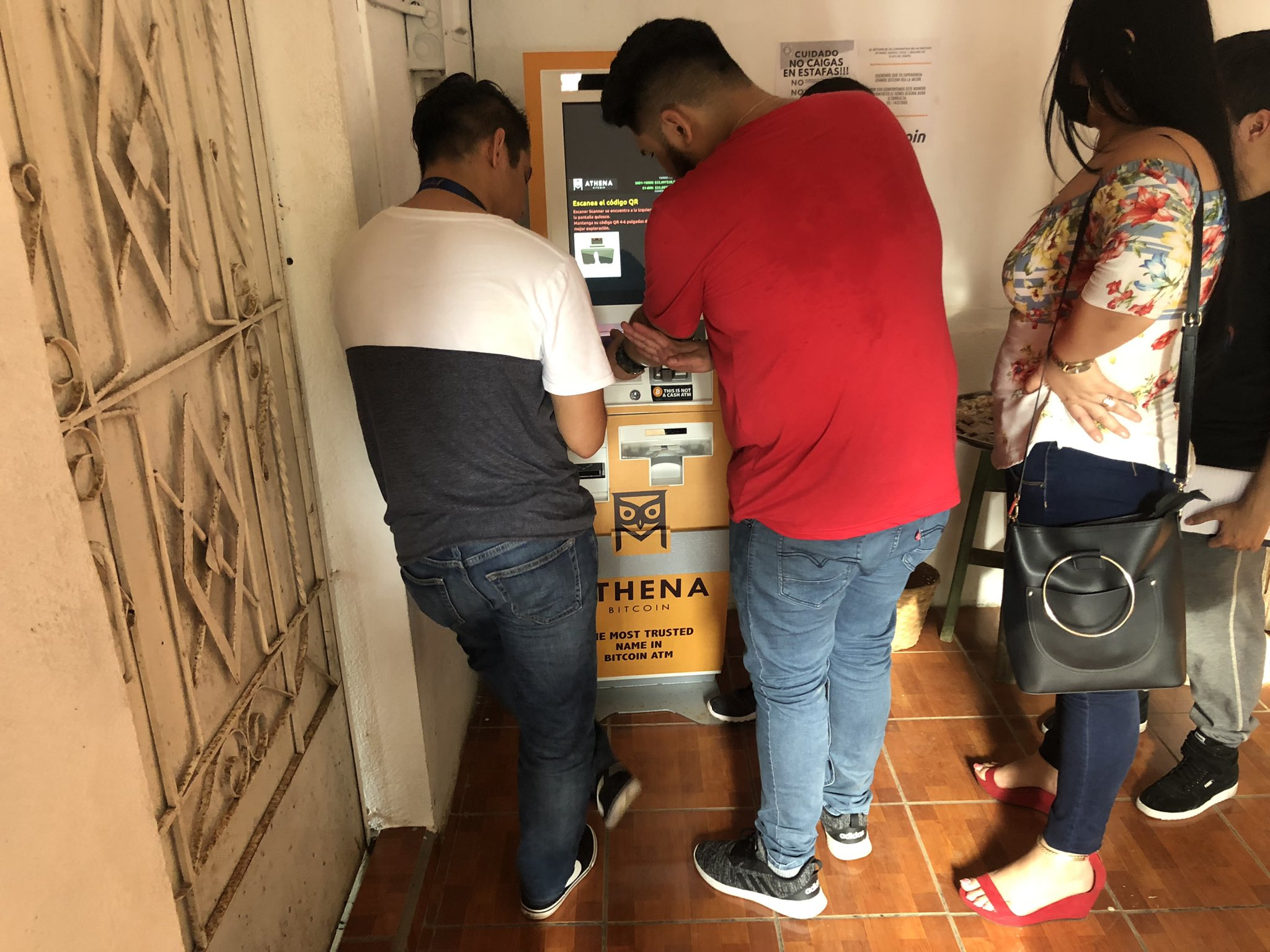
Personas haciendo uso de un Cajero Bitcoin en playa El Zonte, El Salvador

En 2019, el proyecto denominado "Bitcoin Beach" inició sus actividades en El Zonte, una localidad costera del departamento de La Libertad, bajo la coordinación de la fundación Hope House. Esta iniciativa constituyó un experimento socioeconómico centrado en la implementación del bitcoin como medio de intercambio en la economía local.
El proyecto introdujo el uso de bitcoin en las transacciones cotidianas de la comunidad. Los participantes comenzaron a recibir remuneraciones laborales y efectuar pagos de servicios utilizando esta criptomoneda. La adopción se extendió gradualmente a establecimientos comerciales locales, donde los residentes realizaban compras de productos básicos y diversos artículos mediante bitcoin.
Este modelo de implementación a escala local representó una experiencia práctica del uso de criptomonedas en una economía comunitaria.
En junio de 2021, la Asamblea Legislativa de El Salvador aprobó la Ley Bitcoin el día 8, siendo ratificada por el Poder Ejecutivo el 9 del mismo mes. Esta legislación estableció el Bitcoin como moneda de curso legal en el territorio nacional.
Posteriormente, el marco regulatorio se amplió con la Ley de Fideicomiso Bitcoin, aprobada por el órgano legislativo el 30 de agosto de 2021 y ratificada por el ejecutivo el día siguiente. Estas disposiciones legales constituyeron el fundamento jurídico para la implementación del Bitcoin como moneda de curso legal en El Salvador.
El 7 de septiembre de 2021, El Salvador se constituyó como el primer estado soberano en establecer el bitcoin como moneda de curso legal. Previamente a la entrada en vigencia de la legislación correspondiente, el presidente Nayib Bukele anunció mediante la plataforma Twitter, ahora  la adquisición estatal inicial de 200 unidades de BTC. Esta inversión, realizada por el órgano ejecutivo, representó un desembolso superior a los 10 millones de dólares estadounidenses.
Para el año 2025, El Salvador había invertido aproximadamente 163 millones de dólares estadounidenses de fondos públicos en la adquisición de 6,011 Bitcoin.

## Legislación en El Salvador

Logo oficial de Bitcoin

### Ley Bitcoin
La Ley Bitcoin fue propuesta por el presidente de la República, Nayib Bukele, envió a la Asamblea Legislativa, a través de la Ministra de Economía, María Luisa Hayem. El proyecto de ley para permitir la utilización del Bitcoin en El Salvador, por medio del asocio con Strike la cual es una empresa de pagos digitales por medio de Bitcoin, para crear una infraestructura financiera moderna basada en el Bitcoin.
Entró en vigor el martes 7 de septiembre con una aprobación de 62 votos a favor de los 84 votos que componen el parlamento para su ingreso en vigor 90 días después de su publicación en el Diario Oficial. Con un presupuesto aprobado de 200 millones de dólares por parte de la Asamblea Legislativa entregados al órgano ejecutivo para puesta en marcha del proyecto de la Ley Bitcoin en el salvador de un presupuesto estatal existente de 500 millones de dólares, esto proveniente de un préstamo de 600 millones de dólares otorgados por el Banco Centroamericano de Integración Económica (BCIE) para el Fideicomiso para la recuperación económica de las empresas salvadoreñas (Firempresa).

#### Aprobación de la Ley Bitcoin
La aprobación de la Ley Bitcoin fue publicada en el Diario Oficial, donde se menciona su aprobación por medio del Decreto Legislativo n.º 57, del 8 de junio de 2021, publicado en el Diario Oficial n.º 110, Tomo n.º 431, del 9 de junio de 2021, en conformidad con al artículo 102 de la Constitución de la República.
Firmado por Ernesto Castro como presidente de la Asamblea Legislativa, Suecy Callejas como primera vicepresidente, Rodrigo Ayala como segundo vicepresidente, Guillermo Gallegos como tercer vicepresidente, Elisa Rosales, Numan Salgado, José Orantes y Reinado Carballo como primer, segundo, tercer y cuarto secretarios respectivamente, un 8 de junio de 2021 y firmado por Nayib Bukele como Presidente de la República un 9 de junio de 2021.
El 30 de enero de 2025 se reformó la Ley Bitcoin en El Salvador, la reforma elimina la obligatoriedad de aceptar pagos en Bitcoin a partir del 1 de abril de 2025.

### Ley de Creación del Fideicomiso Bitcoin
La Ley de Creación del Fideicomiso Bitcoin fue aprobada con 64 votos a favor de la emisión de la ley, los fondos fueron manejados por Banco de Desarrollo de El Salvador (BANDESAL) por un valor de $150 millones que fueron transferidos por el ministerio de hacienda.

#### Aprobación del fideicomiso
La aprobación de la Ley de Creación del Fideicomiso Bitcoin fue publicada en el Diario Oficial como el Decreto Legislativo n.º 137, del 31 de agosto de 2021, publicado en el Diario Oficial n.º 165, Tomo n.º 432, del 31 de agosto de 2021, en conformidad con el artículo 101 de la Constitución de la República.
Firmado por Ernesto Castro como presidente de la Asamblea Legislativa, Suecy Callejas como primera vicepresidente, Rodrigo Ayala como segundo vicepresidente, Guillermo Gallegos como tercer vicepresidente, Elisa Rosales, Numan Salgado, José Orantes y Reinado Carballo como primer, segundo, tercer y cuarto secretario respectivamente, un 30 de agosto de 2021 y firmado por Nayib Bukele como Presidente de la República un 31 de agosto de 2021.

## Proyectos y referentes

### Bitcoin Beach(El Zonte)
En 2019, Michael Peterson, empresario estadounidense recibió una donación anónima de bitcoin para hacer proyectos en la comunidad de El Zonte, lo que marcó el nacimiento de lo que se llamó Bitcoin Beach, donde varios negocios aceptaban la moneda antes de la aprobación de la ley de 2021. Fue un proyecto comunitario alojado en playa El Zonte en La Libertad. Bitcoin Beach que posee su propia aplicación que funciona como cartera de criptodivisa de Bitcoin que posee el mismo nombre y que en conjunto con parte de la comunidad busca generar un ecosistema económico de Bitcoin en las costas de El Salvador donde una parte de las personas no tienen acceso al comercio electrónico más tradicional.

### Strike El Salvador
Strike en es una aplicación móvil que ofrece el servicio de pagos y transacciones propiedad de la empresa estadounidense llamada Zap Solutions propiedad Jack Mallers. Su relación con El Salvador aparece junto a la redacción y aprobación de la Ley Bitcoin, esto confirmado por el anuncio realizado por Jack Mallers y Nayib Bukele en la conferencia Bitcoin 2021 realizada en Miami el 4 y 5 de junio del 2021. [cita requerida]

### DitoBanx El Salvador
DitoBanx es una iniciativa empresarial de tecnología financiera de origen salvadoreño fundada por Guillermo Contreras categorizada como el primer neobanco crypto para los no bancarizados en Latinoamérica.

### Bitcoin City
El 20 de noviembre de 2021 en el marco de la Bitcoin Week, anunció en inglés la creación de Bitcoin City será en Conchagua a las faldas del volcán Conchagua que será alimentada principalmente por una planta geotérmica. Que planea tener un aeropuerto, zonas residenciales y comerciales y una plaza con el símbolo Bitcoin al centro. Financiado por medio de bonos ligados al Bitcoin por valor de $1,000 millones de dólares entre febrero y marzo por medio de Blockstream.
La construcción de la ciudad tiene una proyección de inversión de 300 mil Bitcoins que sería un costo aproximado de $50 mil dólares.